# Плам (Пенсилванија)
Плам (енгл. Plum) град је у америчкој савезној држави Пенсилванија.

## Демографија
По попису из 2010. године број становника је 27.126, што је 186 (0,7%) становника више него 2000. године.
| Група             | 2000.          | 2010.          |
| Белци             | 25.617 (95,1%) | 25.304 (93,3%) |
| Афроамериканци    | 743 (2,8%)     | 966 (3,6%)     |
| Азијати           | 231 (0,9%)     | 309 (1,1%)     |
| Хиспаноамериканци | 167 (0,6%)     | 244 (0,9%)     |
| Укупно            | 26.940         | 27.126         |